# Bohdan Mańkowski
Bohdan Mańkowski (ur. 28 czerwca 1904, zm. 17 sierpnia 1985) – polski żołnierz, marynarz, pilot morski i działacz motorowodny.

## Życiorys
Syn Wacława. Pierwsze rejsy odbywał w 1928 z polecenia admirała Józefa Unruga, na pokładzie s/y Witeź pod komendą Mariusza Zaruskiego. Kształcił się na terenie Francji na oficera artylerii nadbrzeżnej i specjalistę obrony wybrzeża, a naukę w tym drugim zakresie kontynuował potem w Stanach Zjednoczonych. W 1934 został pierwszym komendantem garnizonu Hel, a potem pierwszym dowódcą baterii im. H. Laskowskiego na Helu. Do 2 października 1939 pełnił obowiązki oficera artylerii sztabu morskiej obrony wybrzeża i został wzięty do niewoli niemieckiej. Okres II wojny światowej spędził w oflagu.
Po 1945 został attache morskim PRL na państwa skandynawskie i rezydował w Sztokholmie. Zajmował się m.in. rewindykacją polskich okrętów podwodnych oraz żaglowca Dar Pomorza. ORP Żbik został przez niego przyprowadzony do Polski osobiście. Organizował transporty przez zaminowane Morze Bałtyckie, a następnie pełnił służbę pilotażową do Szczecina. Przeprowadził się do Gdyni i był w tamtejszym porcie starszym pilotem. W początku lat 50. XX wieku przeniósł się do Warszawy. Pracował tam w „Centromorze” jako rzeczoznawca. Pracował również w „Hydroprojekcie”. Ukończył kurs sędziów sportów motorowodnych i pierwsze zawody sędziował w 1955. W 1956 wyjechał na zawody do Mediolanu, jako kierownik polskiej ekipy. Jesienią 1956 reprezentował Polski Związek Motorowodny na plenarnym posiedzeniu Międzynarodowej Unii Motorowodnej (UIM). Dzięki jego wsparciu reprezentacja NRD została uznana przez UIM jako samodzielne przedstawicielstwo narodowe. W 1960 otrzymał międzynarodowy medal honorowy UIM. Został też wiceprezesem UIM (jako jedyny przedstawiciel bloku wschodniego). W wyniku jego starań delegat Związku Sowieckiego wszedł do komisji technicznej UIM. W 1972 wysunięto jego kandydaturę na prezesa UIM, jednak odmówił z powodu braku funduszy osobistych.
Był mężem Anny ze Szczepańskich (ur. 1914).
Zmarł 17 sierpnia 1985. Pochowany na cmentarzu Powązkowskim w Warszawie (kwatera 299a-4-20).

## Ordery i odznaczenia
- Złoty Krzyż Zasługi (19 lipca 1946)[4]